# スローン大提督
スローン大提督（スローンだいていとく、Grand Admiral Thrawn）は、『スター・ウォーズシリーズ』の登場人物。チスという種族の銀河帝国軍将校。本名はミスローニュルド（Mitth'raw'nuruodo）。帝国宇宙軍第7艦隊の大提督。
元々はティモシイ・ザーンによるスピンオフ小説（現在では「レジェンズ」と呼ばれるパラレル・ワールド扱いとなった作品群）「スローン3部作」の登場人物であるが、同シリーズで死亡する。しかし後発のスピンオフ作品群で生前の実績が何度も後付け設定される人気キャラクターである。その人気故に正史である『スター・ウォーズ 反乱者たち』シーズン3以降にほぼそのままの設定で登場するようになる。

## 正史での動向
主人公エズラのスペクターズを中心とした初期反乱軍に手を焼く惑星ロザルのアリンダ・プライス総督の進言を受け、グランド・モフ・ターキンによって派遣された帝国軍第7艦隊の指揮官として登場。旗艦はインペリアルⅠ級スター・デストロイヤー「キメラ」、レジェンスと同じく艦長はギラッド・ペレオンが務める。
当初は提督でプライス総督の指揮下にあったが、皇帝により大提督の地位を与えられ、ロザル宙域の反乱勢力の殲滅に着手する。敵の戦術のみならず文化、歴史、哲学も分析することを信条としており、敵対するスペクターズやフェニックス部隊の人々のことを高く評価している。芸術など文化的見地からの洞察力に長けた知将であり、合理的かつ冷静沈着な人物として描かれている。熟練した戦士でもあり、自ら前線で指揮を取るその実力はエージェント・カラスを圧倒するほど。戦略家としては相次ぐ反乱軍の奇襲作戦を無視し、その拠点の特定に注力。帝国軍の内通者「フルクラム」がエージェント・カラスであることを突き止め、カラスの通信と古代文化の言い伝えから反乱軍基地のある惑星アトロンを発見する。
アトロンの戦いではフェニックス戦隊やマサッシ・グループに壊滅的な打撃を与え、ジュン・サトー司令官を戦死させる。惑星ロザルでの攻防戦では反乱軍の戦闘機部隊を壊滅させ、ヘラ・シンドゥーラを捕虜にした。スペクターズはヘラを奪還する過程でケイナンを失うが、この戦いでロザルの燃料庫が破壊され、スローンが主導していたTIEディフェンダー計画は頓挫してしまった。
ロザルで最後の反撃に出た反乱軍を追い詰め圧倒的優位にあったが、巨大な宇宙生物パーギルの攻撃によって形勢は逆転、無数のパーギルに取り付かれたキメラは未知の領域へジャンプし、スローンはエズラと共に行方不明となった。
被差別対象となりやすいエイリアンでありながら、その抜きんでた将才は帝国内部でも畏敬されており、彼が去った後もその影響力は大きく、スローンによって遺された未知領域のデータは惑星ジャクーの観測所に保管され、ジャクーの戦いのあとファーストオーダーの母体となる帝国軍の残党はそれを頼りに未知領域に再結集して、帝国再興の礎とした。

## レジェンズでの設定
チス史上最年少のコマンダーに就任したほどの卓越した軍事的才能の持ち主で、紛れもない銀河随一の名将。
パルパティーン皇帝死後の帝国分裂と新共和国成立の後に未知領域から帰還すると、その卓越した用兵で新共和国軍を次々と敗北させ、建国間もない新共和国を崩壊寸前まで追い込んだ。だがその戦いが決定的段階を迎える最中、ボディガードのノーグリによって暗殺される。それでもスローンの定めた税制と、クローンによるゲリラ作戦、何よりも公正な人事制度と部下の上申に寛容な軍政は、死後も銀河に強く影響を及ぼし、帝国軍首脳部の政治思想に大きな変革をもたらす事となった。

### チスの司令官から帝国軍人へ
スローンは惑星シーラ出身の、黒い髪に赤く光る目と青い肌を持つエイリアン（知的生命体）種族のチスである。弟のミスラスサフィス（Mitth'ras'safis）と共に一般家庭に生まれたが、長じて優秀さを兄弟共々示したため、チス・アセンダンシー（シーラを首都とするチス達の星間国家とその社会）を統治する9大ファミリーの内の第8ファミリーであるミス家のトライアル・ボーン（血縁はないが、一族として遇する）として迎えられた。更にチス拡張防衛艦隊で勤務するために、第2ルーリング・ファミリーのニュルオド家とも養子縁組している。チスの慣例に従い、スローンの名に家名を加えたミスローニュルオドと名乗る。(正史も同様)ミス家とニュルオド家はチス・アセンダンシーにおいて軍事行政を統括するファミリーである。
チス史上最年少で、防衛艦隊の司令官と第8ファミリーのシンディック（行政官）を務めることとなったスローンがその役職に付いたとき、共和国によるアウトバウンド・フライト計画の宇宙船と、それを妨害すべくパルパティーンにより密かに派遣されてきた、パルパティーンの顧問キンマン・ドリアーナとヴァイス・ロード・サイヴ・カヴ率いる通商連合艦隊がチスの領域に侵入して来た。スローンはこのうち、武装した妨害用の艦隊を侵略者とみなして撃退したが、その艦隊の司令官に外領域探査プロジェクトの危険性を説明され、この宇宙船を撃沈した、と言われている。
チス評議会は、スローンの攻撃を専守防衛の方針に背いたものであると判断し、これを危険視した。しかし、相手の動静に軍事的疑念が高い場合や、後日に攻撃の意思が明確である相手には先制攻撃も正当な軍事的行動と信じていたスローンは（狂信的なまでに攻撃的なユージャン・ヴォングとの遭遇戦を経験した事もあって）、自己の信念を曲げずに指揮を執り続け、更に後の戦いにおいて過剰な軍事行動に出たとチス評議会に見なされた事で全ての地位を剥奪され、とあるジャングル惑星へと追放される。スローンはそこで、密輸業者ブースター・テリックの船を追跡中の帝国軍のヴォス・パーク艦長（後に提督）によって、戦術的才能を見出されて拾われ、帝国軍へと入隊することになった。

### 大提督への道
パーク艦長の庇護を受けたスローンはパルパティーン皇帝との謁見において、未知の強大な外的勢力にまつわる不気味な動きを報告し、全銀河系規模の防衛体制構築を進言した。パルパティーンの方も銀河系外から迫る強大な敵の存在を察知していたこともあり、彼がその将才を生かせる地位にまで出世できるようにその後ろ盾となることを約束した。これによってスローンは以後、銀河帝国軍の将校として仕えることを誓う。これは後の銀河史にとっての重大な事件となった。
帝国軍に入隊した当初、スローンはインペリアル・スター・デストロイヤーヴェンジャンスの指揮官を務めるがアドモニターに異動されると星図の作成任務につき、ホスの戦いの直前にはデラIVにおける反乱同盟軍への奇襲作戦を立案し、大打撃を与えることに成功した。
デラIVにおける反乱軍の襲撃の後、スローンは未知領域に配属され再び星図作成任務に着いた。しかしそれは表向きであり、実際には未知領域の250セクターを平定し、帝国領であると宣言した。その際、自身の種族であるチスと連絡を取り、その権限で得た帝国の技術、情報などを与えることで有力なファミリーと誼を通じ、チス社会に強大な影響力を行使する立場となるや、「スローンの手」と呼ばれる要塞を惑星ニラーンに設立し、強大な星間国家を建設可能なほどの軍事的政治的な基盤を確立した。これらが後のハンド帝国である。ハンド帝国にはヴォス・パーク提督やスーンティア・フェル将軍といった帝国軍の高官や脱走したストームトルーパー集団のハンド・オブ・ジャッジメント、スローンを支持するチスの青年達、慕う多様な人々が参加していた。
再び既知領域へと帰還したスローンは、副提督（中将）に任命され、反乱を起こしたザーリン大提督を追討する上で中心的役割を果たし、この功績により、ザーリン亡き後、13人目にして唯一のエイリアンの大提督になった（パルパティーン皇帝はエイリアンを嫌い、人間種族を重用する傾向があった）。しかし、同僚の大提督達からの評価は芳しくなく、誇り高いオクタヴィアン・グラントはスローンを公然と批判し、権謀術数に長けたルファーン・ティゲリナスは表面上はスローンを尊敬するそぶりをしていたものの、未知領域に追放する策謀を宮廷の友人達と練っていた。
その後再び未知領域に派遣されたため、スローンはエンドアにおける敗北の影響を全く受けず、加えてスローンの存在は公になっていなかったために、（エイリアン出身の大提督でありながら社会的な認知度も低かったことも手伝って）反乱軍に存在を知られていなかった。この時期に、スローンはチスの艦隊を率いてバクラを襲撃したエイリアン、シ＝ルウクの母星を襲撃して彼らに大打撃を与えたり、既知銀河においては「いまだ知られていない脅威（ユージャン・ヴォング）」を撃退したりするなど、独自の活動を行っていた。
エンドアの戦いの5年後、スローンは自分が歴史の表舞台に立つ時が来たと考え、既知領域へと戻り、救国の英雄として帝国軍の残存部隊を指揮する決意をする。

### 反攻開始前
スローンが戻ってきた時の銀河帝国は、ほとんど絶望的な状態だった。
すでにパルパティーン皇帝はこの世になく、首都惑星コルサントは反乱同盟軍に奪回されて、帝国の中央政府は崩壊していた。その上、裏切り者の艦隊司令官やモフたちが、軍閥を形成して、帝国領を切り取っていた。正統派を名乗る勢力も、確固たるリーダーもなく、それらや新共和国との戦いを続けて疲弊しており、支配地域は全盛期の四分の一にまで落ち込んでいた。このような帝国の現状を見て、スローンはインペリアル級スター・デストロイヤー「キメラ」の艦長ギラッド・ペレオンに目をつけて連絡を取り、「キメラ」を帝国艦隊旗艦として、帝国軍の再建に乗り出した。
まずスローンが行ったのは、ハイパースペースのマイクロジャンプを戦術に応用することだった。この効果は後に、コルサントの戦いでの巧妙な増援の到着と言う形を取って表れ、そのほかの戦いでも、反乱軍を翻弄する上で大いに役立った。これを実戦で使用する訓練のためか、スローンは配下の艦隊を分割し、単独で新共和国の輸送ルート等にヒット・アンド・アウェイ攻撃を仕掛けさせた。
また、当時は、最大の軍閥の長、ズンジとの熾烈な戦いがようやく終わったころであり、数多くの造船所が被害を受けて、全体的に宇宙船が不足していた時期であった。スローンはこれを改善するために、艦艇の獲得を進めた。だが、スローンの最大の武器は、惑星ウェイランドのタンティス山に眠る皇帝の倉庫だろう。銀河系最大のデータバンクを有するオブロア=スカイに部隊を派遣してこれの位置を突き止め、短期間で大量のクローン製造を可能とする機器、スパーティ・クローニング・シリンダーや、クローキング・シールド（ステルス装置）を初めとする帝国の先端技術の数々を手に入れ、その守り人のジェダイ・マスタージョラス・シボースの狂ったクローン、ジョルース・シボースを言葉巧みに懐柔した。さらにヤヴィンの戦いから46年前、銀河共和国時代に行方不明になった200隻の宇宙戦艦からなるカタナ艦隊の大半（178隻）を手に入れた。

### 反攻開始
スローンの存在は、新共和国には一切知られていなかった。そのため、スローンの存在が公に知られるようになったのは、地下組織を通じてであった。有力な密輸業者のタロン・カード（タロン・カルデ）は、スローンとはフォースを完全に防ぐトカゲのような生き物、イサラミリの取引を通じて交流があった。
一方、十分な数のイサラミリを入手したことで、精神面の安定したクローン兵の大量生産手段を確立したスローンは、帝国の秘密諜報部隊デルタ・ソースによる政治的謀略を駆使して新共和国内部の結束を破壊し、カタナ艦隊をはじめとする強大な戦力の再編を短期で完了させ、総反攻を開始。以後の新共和国はこれまでの優位を砂上の楼閣のように失い、敗北の急坂を転げ落ちていくことになる。